# Alfabetski sindrom
Alfabetski sindromi je specifične grupe strabizama kod kojih horizontalna devijacija očnih osovina postaje inkomitantna pri pogledu nagore, pravo i nadole. Svaki peti bolesnik sa strabizmom ima neki oblik A ili V fenomena iz grupe koju čini 6 oblika strabizma. Ispitanici se žale na astenopijske smetnje i na duple slike, naročito pri radu na blizinu i/ ili imaju prinudni položaj glave. Ne postoji nijedan etiološki faktor odgovoran za pojavu ovih sindroma. 
Kvantitativna dijagnoza bolesti postavlja se na osnovu razlike u veličini horizontalnog ugla razrokosti u različitim pravcima pogleda. Kako se bolesnici žale na astenopijske smetnje i na duple slike, naročito pri radu nablizu i imaju prinudni položaj glave važno jecprecizno uraditi klinički pregled da bi se donela odluka o pravilnom lečenj.Iako veći broj bolesnika sa alfabetskim sindromom ne zahteva lečenje, oni koji imaju najmanje 15 DP razliku u veličini objektivnog horizontalnog ugla razrokosti pri pogledu nagore i nadole, najčešće zahtevaju terapiju (podvrgavaju se hirurškom lečenju). Neophodno je da operacije obavi iskusan hirurg, jer se klasičnim hirurškim indikacijama dobijaju hiperkorigovani uglovi devijacije, što se veoma teško podnosi, zbog pojave duple slike.

## Istorija
Bolest je prvi primetio Duane 1897. godine, a kasnije su je opisali Urrets-Zavalia 1948. godine, Urist 1951. godine i Costenbader 1964. godine.
Naziv V sindrom, fenomen ili oblik strabizma potiče od Alberta i Parksa 1957. godine, a Jampolsky 1962. pominje A oblik razrokosti.
U evropskoj literature najčesće se ovi oblici strabizma nazivaju alfabetski sindrom A, V, X, Y, lambda ili dijamantni oblik strabizma.

## Epidemiologija
Učestalost A i V oblika među horizontalnim strabizmima iznosi 12,5—50%. Obično se u literaturi navodi da svaki peti bolesnik sa strabizmom ima neki oblik A ili  fenomena.
Egzotropia (konvergentni strabizam) veoma je česta među egzodevijacijama. (kod kojih je ugao razrokosti veći pri pogledu na dole). Kod A ezotropije ugao je veći pri pogledu na gore. 
Najčešće se sreće V ezotropija, pa A ezotropija, a posle njih V egzotropija i A egzotropija.
Oblik V sreće se kod oko 60%, a A oblik razrokosti kod 36% razrokih.

## Etiopatogeneza
Ne postoji jedan etiološki faktor koji može da objasni A i V sindrome. Ipak, klinički se najčešće opisuje hiper ili hipofunkcija kosih očnih mišića čijom operacijom dobijamo, uglavnom, zadovoljavajuće postoperativne rezultate. i Dok je egzotropia (konvergentni strabizam) veoma česta među egzodevijacijama (što znači da je ugao razrokosti veći pri pogledu na dole), kod A ezotropije ugao je veći pri pogledu na gore. Kod V egzotropije (divergentni strabizam) ugao razrokosti veći je pri pogledu nagore, a kod A egzotropije pri pogledu nadole.
Patofiziološke teorije
Kako patofiziologija još uvek nije poznata, postoji nekoliko različitih teorija koje se bave etiologijom alfabetskih sindroma. 
Urist smatra:
Da je akcija horizontalnih mišića odgovorna za inkomitenciju horizontalnog ugla razrokosti pri vertikalnom pogledu. On je V ezotropiju objašnjavao hiperakcijom medijalnih mišića pri pogledu nadole i hiperakcijom lateralnih mišića pri pogledu nagore.
Brown zastupa „vertikalnu školu“, i smatra da su:
Uzrok ove inkomitencije vertikalni pravi očni mišići čija je tercijarna funkcija addukcija. Ako je gornji pravi očni mišić npr. u hipofunkciji, onda je funkcija addukcije smanjena pri pogledu nagore. 
Mnogi savremeni autori smatraju da u etiologiji ovih sindroma najvažniju ulogu imaju kosi očni mišići. Njihova funkcija je abdukcija. Ako je gornji kosi očni mišić, npr. u hipofunkciji, onda je abdukcija smanjena i to pri pogledu nadole. Tako nastaje V sindrom. 
Dokazno je da disfunkcija kosih očnih mišića nastaje kod strukturnih orbitnih anomalija.
Patološki položaj otvora kapaka opisan kao mongoloidan ili antimongoloidan (kranio-facijalne abnormalnosti) takođe je često udružen sa ovim sindromima. Sindrom V vezan je za antimongoloidni, a A sindrom za mongoloidni položaj rima palpebre. 
Clark i sar. otkrili su heterotropiju ekstraokularnih mišićnih tela, što je predstavljalo uzrok elevacije i depresije u addukciji. Ovo je dokazano i snimcima na magnetnoj rezonancije.
Cords je opisao postojanje, anatomske anomalije mišićnih insercija koje mogu biti uzrok elevacije u addukciji.

## Klinička prezentacija
Bolesnici sa A i  ezotropijom najčešće se žale na astenopske smetnje (nelagodnost i bol u očima, posebno prilikom čitanja i gledanja na blizinu, zbog stalnog napora akomodacije hipermetropije) i na diplopije (udvojeno, dvostruko viđenje), a često je prisutan prinudni položaj glave.
Kod bolesnika sa egzotropijom A, koja se sreće kod bolesnika sa hipertireoidizmom bolesnik ima neprijatne duple slike pri pogledu nadole, pa je svaki rad na blizinu otežan. Oblici ezotropije A i V veoma retko dozvoljavaju da se razvije binokularni vid. Ponekad, on je moguć samo u položaju očiju nagore ili nadole.
Bolesnici koji imaju najmanje 15  razlike veličine objektivnog horizontalnog ugla razrokosti (u kojem oči nisu međusobno pravilno usmerene) pri pogledu nagore i nadole, obično imaju prinudni položaj glave i astenopske smetnje pri radu na blizinu i diplopije. Kod A ezotropije, kapci obično sakriju veliki horizontalni ugao pri položaju očiju nagore, što se kozmetski popravlja rastom deteta.

## Dijagnoza
Dijagnoza V forme razrokosti postavlja se ako je minimum razlike horizontalnog ugla 15 DP pri pogledu nagore i nadole, dok je za dijagnozu A oblika razrokosti minimum razlike je 10 DP veličine horizontalnog ugla razrokosti pri pogledu nagore i nadole. Kako postoji relativna divergencija pri pogledu nagore, kriterijum za dijagnozu V sindroma nešto je viši, nego za dijagnozu A sindroma. Prema Langu ova razlika treba da iznosi 10 DP.
Bolesnici sa A i V ezotropijom najčešće se žale na astenopske smetnje i na diplopije, a često je prisutan prinudni položaj glave. Kod V ezotropija, horizontalni ugao razrokosti najveći je pri čitanju ili nekom drugom radu nablizu, pa su i tegobe tada najjače. Zbog toga, u strabološkoj dijagnostici neophodno je pažljivo odrediti objektivni ugao razrokosti u devet dijagnostičkih pravaca pogleda, kako u prostoru tako i na sinoptoforu, sa odgovarajućom punom korekcijom refrakcijske greške. U tom cilju primenjuje se merenje ugla devijacije na rastojanju od 33 cm, čitajući simbole pri pogledu nagore 25°, a nadole 35°.
Veoma je teško dijagnostikovati A i V oblik ezotropije kada su u pitanju mali bolesnici. To se radi pomerajući glavu deteta nagore i nadole, dok ono fiksira gledajući na daljinu. Pri pogledu potrebno je pronaći uzrok vertikalne inkomitencije horizontalnog ugla razrokosti kako bi lečenje bilo pravilno. Zato, pažljivo se traži prinudni položaj glave, procenjuje palpebralni otvor, ispituju pokreti dukcije i verzije, istražuju prisutni elementi binokularnog vida, ponekad radi Hess-Lancaster test, test forsirane dukcije i binokularno vidno polje. 
Kod V ezotropije — često je prisutna ekscikloforija − elevacija oka u addukciji, hiperfunkcija donjeg kosog očnog mišića, antimongoloidni položaj otvora kapaka i spuštanje brade nadole. 
Kod A ezotropije — često postoji hiperfunkcija gornjeg kosog očnog mišića, otvor kapaka ima mongoloidni oblik usmeren temporalno i gore, a ponekad imaju meningokele ili hidrocefalus, a kod malih bolesnika može biti prisutna i spina bifida. 
Kod V egzotropije — moguća je fuzija pri pogledu nadole, pa je potrebno podići bradu, a kod A egzotropije, iz istog razloga, bradu treba spustiti. 
Bolesnik sa X sindromom — u primarnom položaju nije razrok, a devijacija se javlja pri pogledu nagore i nadole. 
Sindrom Y— karakteriše se egzodevijacijom pri pogledu nagore, dok pri pogledu pravo i nadole nema devijacije. 
Lambda je obrnuti Y sindrom — dakle egzodevijacija postoji pri pogledu nadole, a pri pogledu pravo napred i nagore nema devijacije. 
Dijamant sindrom — postoji samo teorijski. To je obrnuti X sindrom, pa devijacija postoji samo pri pogledu pravo napred. 
Ambliopija i anomalna retinalna korespondencija— sreću se kao i kod drugih oblika razrokosti. 
Oblici razrokosti A i V često su udruženi sa infantilnom ezotropijom, sa Duane retrakcionim sindromom, sa Brownovim sindromom, sa stečenom paralizom četvrtog kranijalnog nerva, sa hipertireoidozom gde postoji kontraktura donjeg pravog očnog mišića.

## Diferencijalna dijagnoza
Diferencijalno-dijagnostički treba imati u vidu da alfabetski sindromi imaju veći dijagnostički značaj. Veliki V sindrom mora se odvojiti od obične bilaterlane paralize kranijalnog nerva.
Ezotropija kod dece sa infantilnom ezotropijom obično je mnogo češće udružena sa disociranom vertikalnom devijacijom nego sa hiperfunkcijom donjeg kosog očnog mišića.

## Terapija
Kako nije otkriven nijedan etiološki faktor odgovoran za pojavu alfabetskih sindroma, pre početka terapije važno je precizno obaviti klinički pregled da bi se donela odluka o pravilnom lečenju.
Hirurgija je neophodna metoda lečenja bolesnik sa inkomitencijom većom od 15 DP. Na osnovu dosadašnjih saznanja ovu operaciju treba da obavi iskustan hirurg, jer se klasičnim hirurškim indikacijama dobijaju hiperkorigovani uglovi devijacije, što se veoma teško podnosi, zbog pojave duple slike.

## Literatura
- Risović D, Vicić D (2008). „Alfabetski sindromi”. Vojnosanit Pregl. 65 (1): 57—60..

## Spoljašnje veze
|  | Molimo Vas, obratite pažnju na važno upozorenje u vezi sa temama iz oblasti medicine (zdravlja). |